# Erími
Erími (em grego: Ερήμη; romaniz.: Erími) é uma aldeia do distrito de Limassol, no Chipre. Segundo censo de 2011, havia 2 432 habitantes.